# Danny Aiello
Daniel Louis "Danny" Aiello, Jr. (født 20. juni 1933 i Manhattan, New York City, død 12. december 2019) var en amerikansk skuespiller.
Aiello gjorde sig bemærket både på Broadway og med karakterroller i film, som gerne havde handlingen henlagt til hjembyen New York. Han spillede ofte folkelige eller truende skikkelser. Han havde mindeværdige biroller i bl.a. The Godfather Part II (1974), Once Upon a Time in America (Der var engang i Amerika, 1984), The Purple Rose of Cairo (Den røde rose fra Cairo, 1985) og Moonstruck (Lunefulde måne, 1987). Han var pizzarestauratør i Spike Lees Do the Right Thing (1989), brudens far i Lasse Hallströms Once Around (Svigersøn uden lige, 1991) og bypolitiker i City Hall (1996). Aiello leverede også virkningsfulde rollepræstationer i kriminalfilm som Hudson Hawk (Hudson Hawk: Mestertyven, 1991), Léon (1994) og Lucky Number Slevin (2006).